# بوريس غورنس
بوريس غورنس (بالسلوفينية: Boris Gorenc)‏ مواليد 3 ديسمبر 1973 في ليوبليانا، جمهورية يوغوسلافيا الاشتراكية الاتحادية، هو لاعب كرة سلة سلوفيني معتزل. بدأ مسيرته الاحترافية في سنة 1990. يبلغ طوله 6 قدم 5 بوصة (2.0 م). اعتزل اللعب في 2008.

## المسيرة الاحترافية
لعب مع أوليمبيا من سنة 1990 إلى 1996، ثم لعب مع ستراسبورغ أي جي في الدوري الفرنسي في موسم 1996–1997، ثم لعب مع فيرتوس بالاكانسترو بولونيا في موسم 1999–2000، ثم لعب مع بالاكانسترو ريجيانا في الدوري الإيطالي في سنة 2000، ثم لعب مع منز سانا 1871 باسكت من سنة 2000 إلى 2002، ثم لعب مع بالاكانسترو فاريزي في الدوري الإيطالي في موسم 2002–2003، ثم لعب مع أولمبياكوس في موسم 2003–2004.

## إحصائيات المسيرة

### الدوري الأوروبي
| السنة   | الفريق                     | لعب | بدأ | دقيقة | ميداني% | ثلاثية | حرة  | ارتداد | صنع | استلاب | تصدي | نقطة | أداء |
| ------- | -------------------------- | --- | --- | ----- | ------- | ------ | ---- | ------ | --- | ------ | ---- | ---- | ---- |
| 2003–04 | نادي أولمبياكوس لكرة السلة | 20  | 13  | 22.3  | .500    | .281   | .695 | 2.4    | 1.2 | .7     | .1   | 8.5  | 8.3  |
| 2004–05 | نادي أولمبياكوس لكرة السلة | 6   | 6   | 26.0  | .489    | .471   | .526 | 3.7    | 3.7 | 1.0    | .2   | 10.3 | 12.8 |
| 2007–08 | نادي أوليمبيا لكرة السلة   | 4   | 4   | 24.9  | .500    | .000   | .533 | 2.5    | 2.0 | .0     | .0   | 9.0  | 7.3  |
| المسيرة |                            | 30  | 23  | 24.4  | .497    | .304   | .634 | 2.7    | 1.8 | .6     | .1   | 8.9  | 9.5  |

## روابط خارجية
- بوريس غورنس على موقع الاتحاد الدولي لكرة السلة (الإنجليزية)
- بوريس غورنس على موقع الدوري الأوروبي لكرة السلة (الإنجليزية)
- بوريس غورنس على موقع كرة السلة الأوروبية.كوم (الإنجليزية)
- بوريس غورنس على موقع ريلجم (الإنجليزية)
- بوريس غورنس على موقع بروبوليرز (الإنجليزية)
- بوريس غورنس على موقع سبورتس رفرنس (الإنجليزية)